# Calumma jejy
Calumma jejy är en ödleart som beskrevs av  Christopher John Raxworthy och NUSSBAUM 2006. Calumma jejy ingår i släktet Calumma och familjen kameleonter. IUCN kategoriserar arten globalt som sårbar. Inga underarter finns listade.